# Тромповский, Эдмунд фон
Эдмунд фон Тромповский (нем. Edmund von Trompowsky, латыш. Edmunds fon Trompovskis; 16 (28) марта 1851 года, Рига — 19 января 1919, Рига) — инженер-строитель, архитектор, автор большого количества жилых домов в центре Риги.

## Биографическая справка
Эдмунд Тромповский был первым из пяти детей в семье зажиточных рижских бюргеров — Эдмунда и Розалии Тромповских.
По материнской линии его род восходил к прославленному роду баронов Врангелей, представители которого, выходцы из Швеции, обосновались в Эстляндии и Лифляндии.

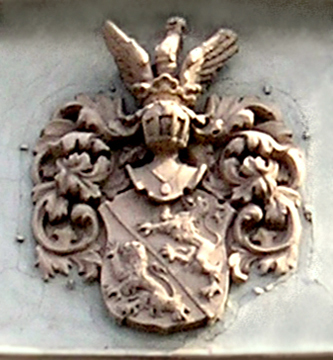
Герб Тромповского
на его доме — Цитаделес, 2

Надгробная плита одного из членов рода с эпитафией располагается на территории старого Домского кладбища.
Старый дом семьи Тромповских выходил на Верманский парк, в нём прошло детство маленького Эдмунда, его братьев и сестёр.
Внезапная смерть главы семьи предопределила несколько лет бедности и нужды.
Эдмунд Тромповский зарабатывал деньги подсобными работами и репетиторством.

## Начало творческого пути

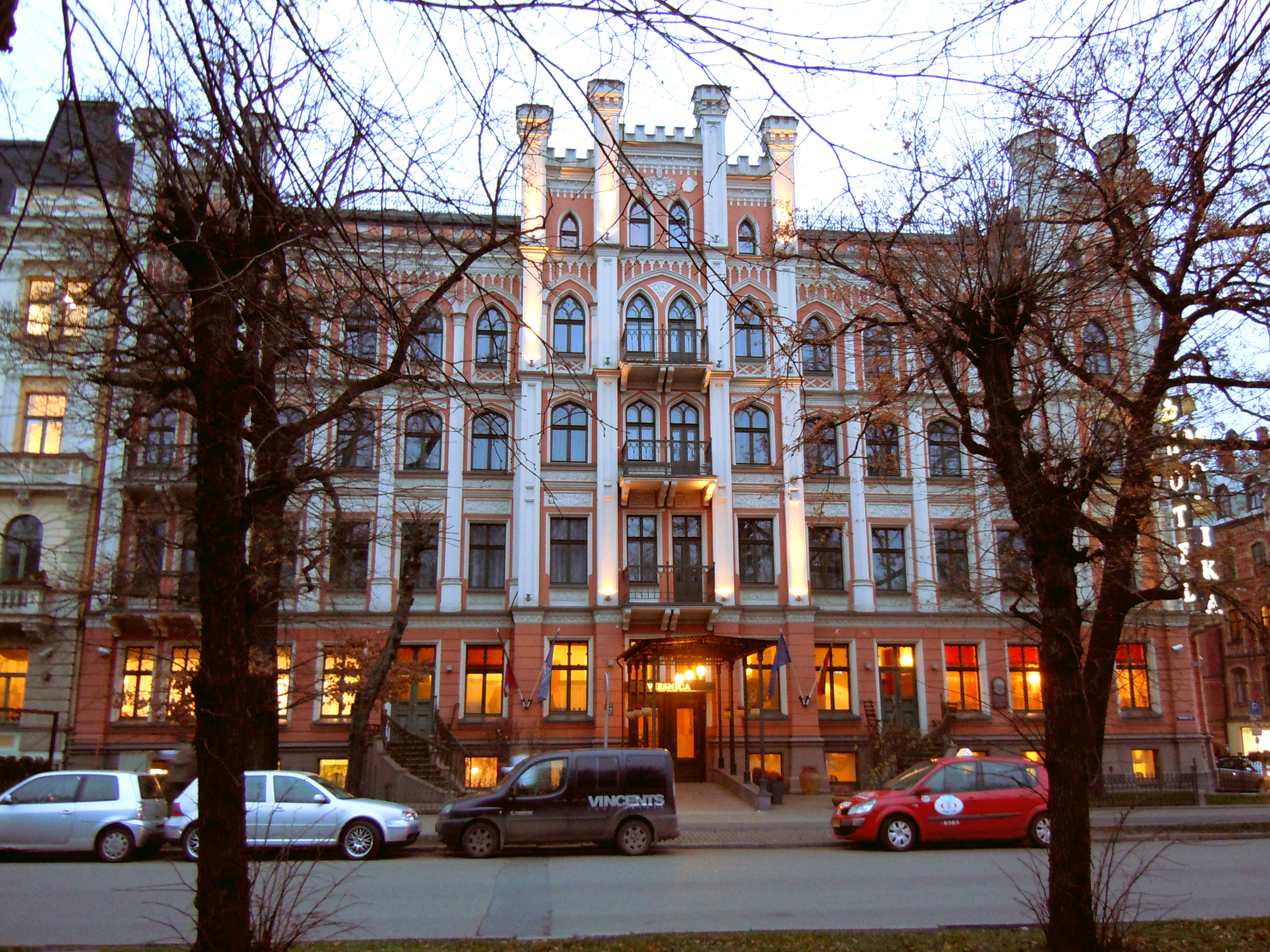
Рига, дом Тизенгаузенов, улица Элизабетес, 21.
Фото: ноябрь 2013 года

В 1871 году Эдмунд Тромповский поступил на архитектурный факультет Рижского Политехникума (Das Baltische Polytechnikum zu Riga). Был членом немецкой студенческой корпорации Fraternitas Baltica. Дополнительную профессиональную подготовку приобрёл в Петербургском строительном училище.
В 1878 году получил диплом гражданского инженера.
Руководство департамента инженеров Лифляндии направляет молодого специалиста в Витебскую губернию.
В 1879 году, после возвращения в Ригу, Эдмунд Тромповский, по поручению кораблестроителей и крепостных инженеров, занимается исследованием морского дна у Усть-Двинской крепости. Одновременно с этим принимает активное участие в подготовительных работах по строительству железнодорожной линии «Туккум — Виндау».

## Собственное архитектурное бюро
В 1880 году, после непродолжительного периода инженерной деятельности Тромповский решается на открытие своего собственного архитектурного бюро. Впоследствии архитектурная мастерская Тромповского стала одним из основных бюро при проектировании нового центра Риги.
В мастерской архитектора работали, получивших образование в рижском Политехникуме, Герхард фон Тизенгаузен и Герберт Тиммер, которые после практики в бюро Тромповского, внесли самостоятельный вклад в архитектуру Риги.
Известность и репутацию архитектора с хорошим вкусом, Эдмунду Тромповскому принёс доходный дом, принадлежавший потомкам старинной остзейской дворянской семьи Тизенгаузенов, построенный в 1883 году. Это колоритное и в наши дни здание с маленькими изысканными башенками (в современной Риге — здание гостиницы Monika) располагалось на пересечении Елизаветинской улицы и Первой Выгонной дамбы.
В этом доме в семье адвоката в 1891 году родилась известная представительница поэтического мира Серебряного века, последняя любовь Александра Александровича Блока, известная деятельница русской эмиграции во Франции, участница Движения Сопротивления — Елизавета Юрьевна Пиленко.
Елизавета Юрьевна Пиленко получила известность в мире русской литературы под именем Елизаветы Кузьминой-Караваевой, а в европейской и религиозной традиции, как Мать Мария.
Здание, богато декорированное целым рядом ярких архитектурных деталей и похожее на романтический средневековый замок, было построено в неоготическом стиле. Этот дом и в настоящее время является доминантой на перекрёстке крупных улиц.

## Первые шестиэтажные дома
- В 1896 году, по проекту Эдмунда Тромповского был построен первый рижский шестиэтажный доходный дом новой планировки. Он находится по адресу улица Лачплеша (в прошлом Романовская), 17.
- Через два года, в 1898 году, открыл двери второй шестиэтажный дом жилой застройки нового типа, по адресу улица Антонияс, 10. Дом расположен в торце улицы Альберта.
 Из окон этого дома сделаны «классические» фотографии улицы Альберта, опубликованные в Большой Советской Энциклопедии. Отсюда открывается панорама домов, созданных в период расцвета рижского модерна, созданных архитектором М. О. Эйзенштейном в начале XX века[4].
 В этом доме жили: советский художник-архитектор В. С. Лукьянов[5], известный художник-живописец Я. А. Паулюкс[6], в послевоенное время здесь проживала семья отца Нила Ушакова — мэра города Риги с 2009 года[7].
- В 1900 году построен шестиэтажный дом с магазином на улице Бруниниеку, 22.
- Шестиэтажный доходный дом на улице Сколас (дом 13, 1901).
- Шестиэтажное здание с магазином на углу улицы Екаба и улицы Смилшу (улица Екаба, дом 2/4, 1893 год). В настоящее время в этом доме расположен банк.
- На улице Цесу, 43, шестиэтажный доходный дом с магазином, 1910 год.
- Шестиэтажный доходный дом с магазином, улица Блауманя, дом 6, 1912 год.
- Четырёхэтажное здание еврейского клуба и театра — улица Сколас, дом 6, 1914 год. Сейчас это дом Рижской еврейской общины.
- Собственный дом архитектора с архитектурной мастерской, который украшают два герба рода фон Тромповских — улица Цитаделес, 2, 1898–1899[8].

## Период рационального модерна
- С 1904 по 1908 год можно условно назвать «молчаливым» периодом в творчестве Эдмунда Тромповского. Стиль эклектики, в которой работал мастер уже казался широкой публике чересчур строгим, нетворческим и догматичным. Эклектизм уступил свои позиции дерзкому модерну. Вскоре и модерн, с нарочитым стремлением к избыточной декорированности, отходит на второй план — рациональное начало одерживает убедительную победу, и водоразделом между этими стилевыми методами стал 1908 год.
- После периода творческого «затишья», в 1908 году появляются новые проекты Эдмунда Тромповского. Этот поздний период творческой активности мастера прошёл в ключе рационального модерна, получившего невероятную популярность в Риге — большинство домов центральной части города построено с использованием элементов этого архитектурного направления.
- В общей сложности архитектором Тромповским в Риге было построено около 100 жилых зданий. Сохранился деревянный дом, построенный по его проекту, в рижском районе Задвинье, в квартале деревянной застройки на улице Калнциема — дом 25а (1899 год).
- Из промышленных объектов следует отметить здание пивоваренного завода «Ливония» (1898 год), расположенное по улице Маскавас, дом 231.

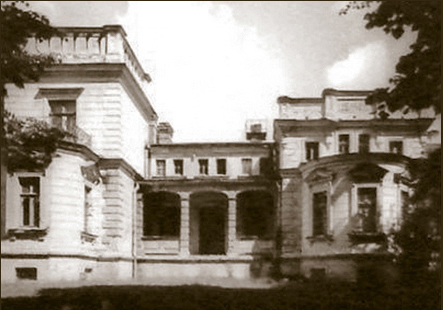
Вилла Мюндель, 1887 год. Рига, Маза Нометню, 43. В настоящее время отель.
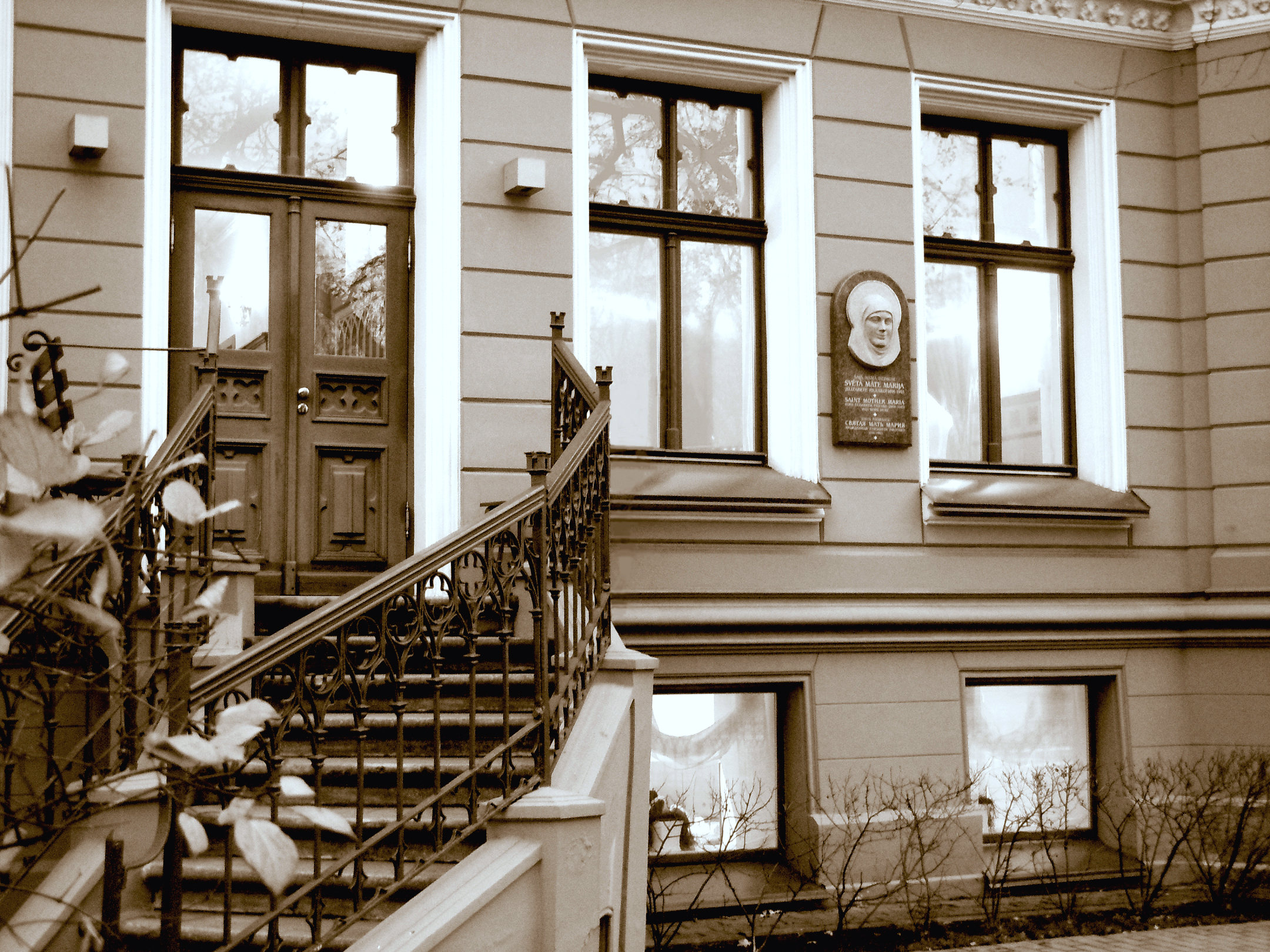
Мемориальная доска Матери Марии. Дом Тизенгаузенов, Рига, Элизабетес, 21
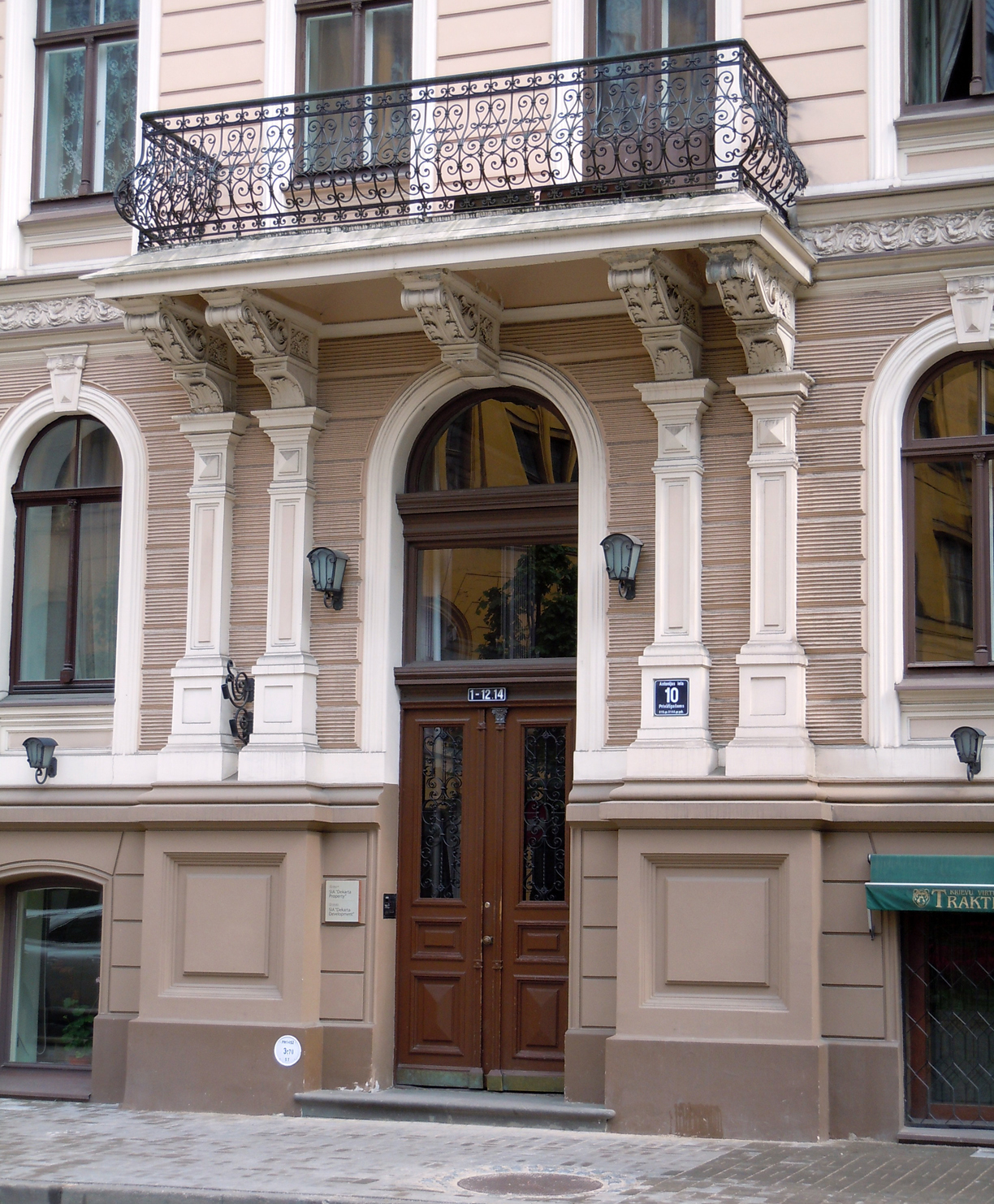
Антонияс, дом 10 (1898)
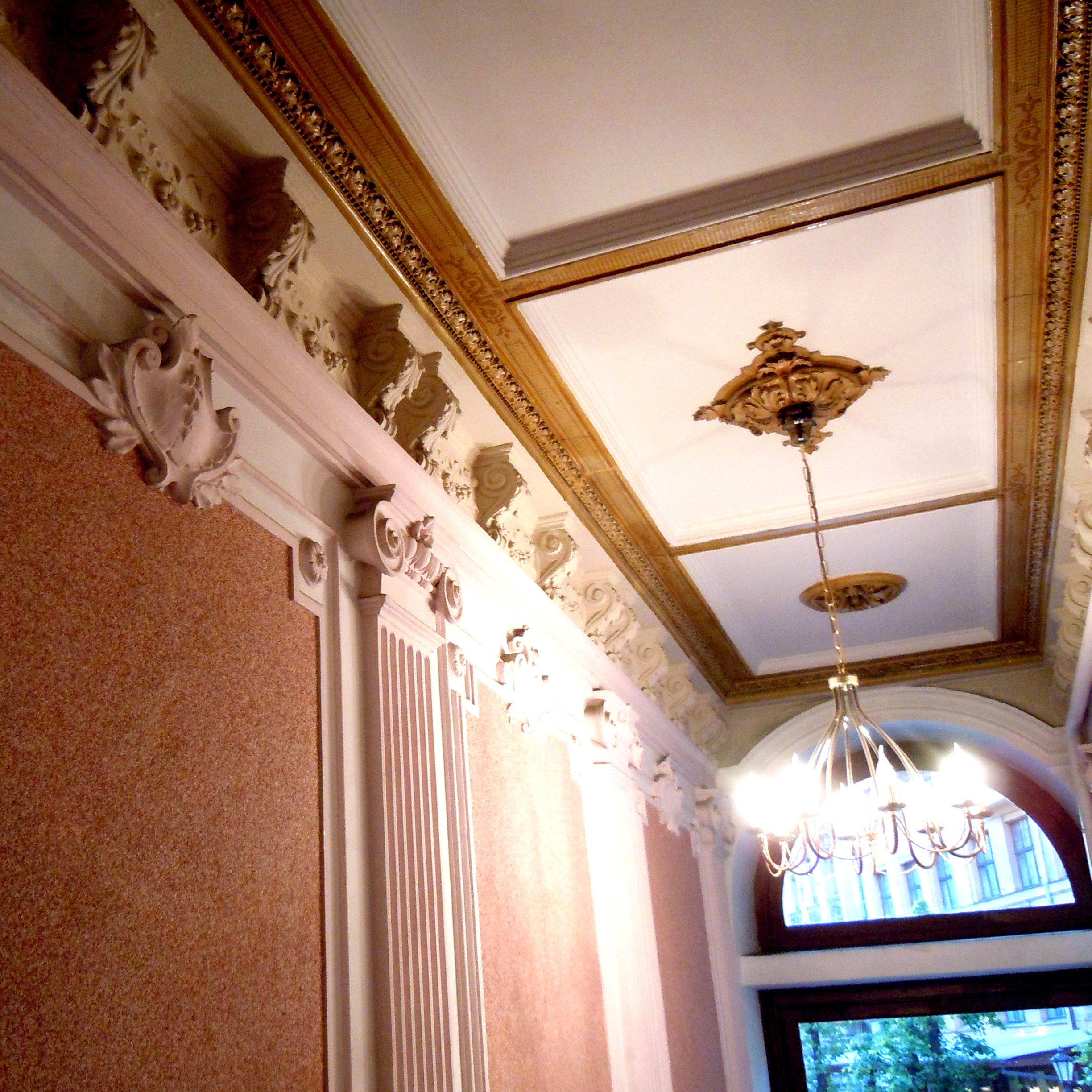
Антонияс, дом 10. Плафон лестничной клетки
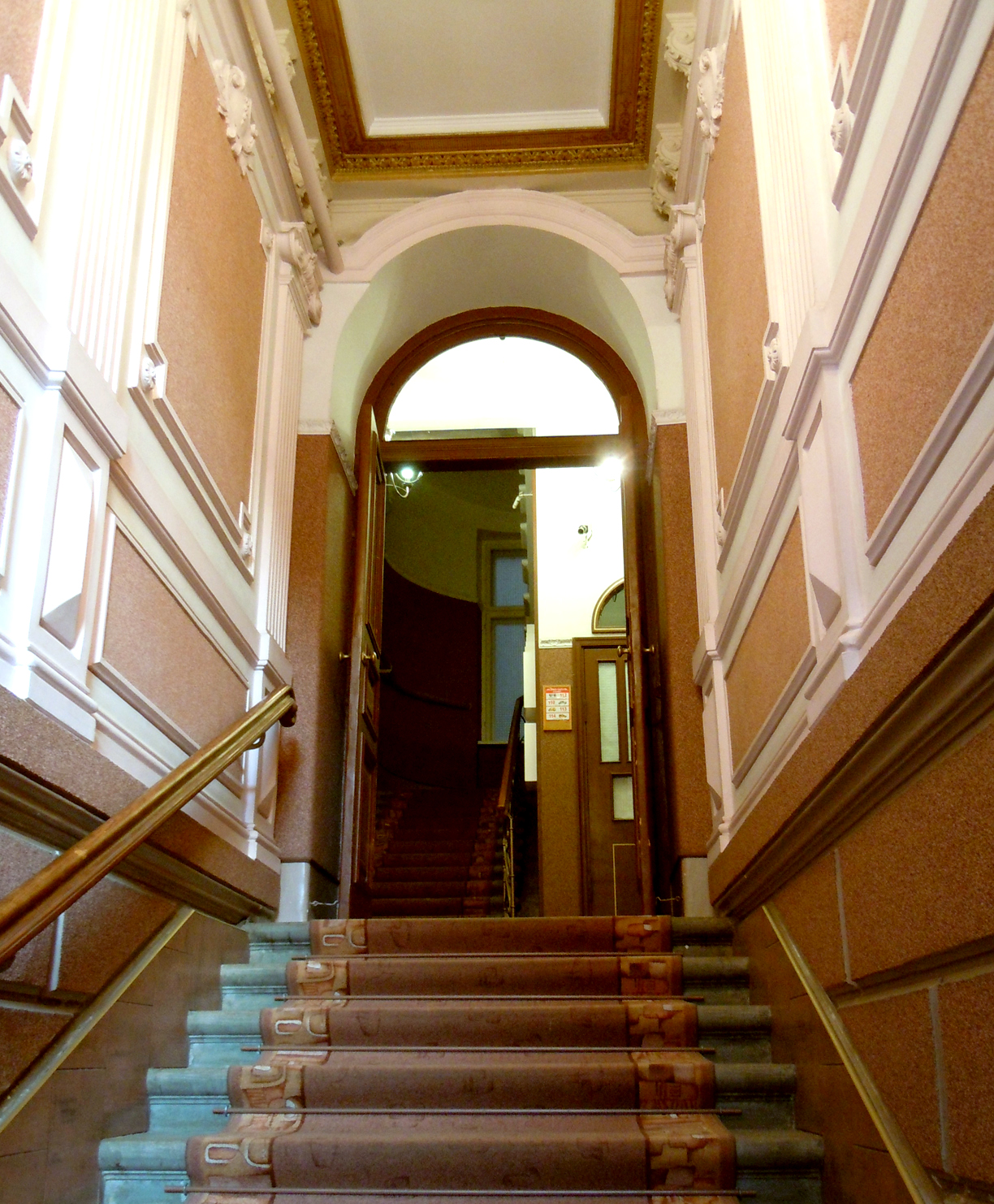
Антонияс, дом 10. Бельэтаж. лестничная клетка
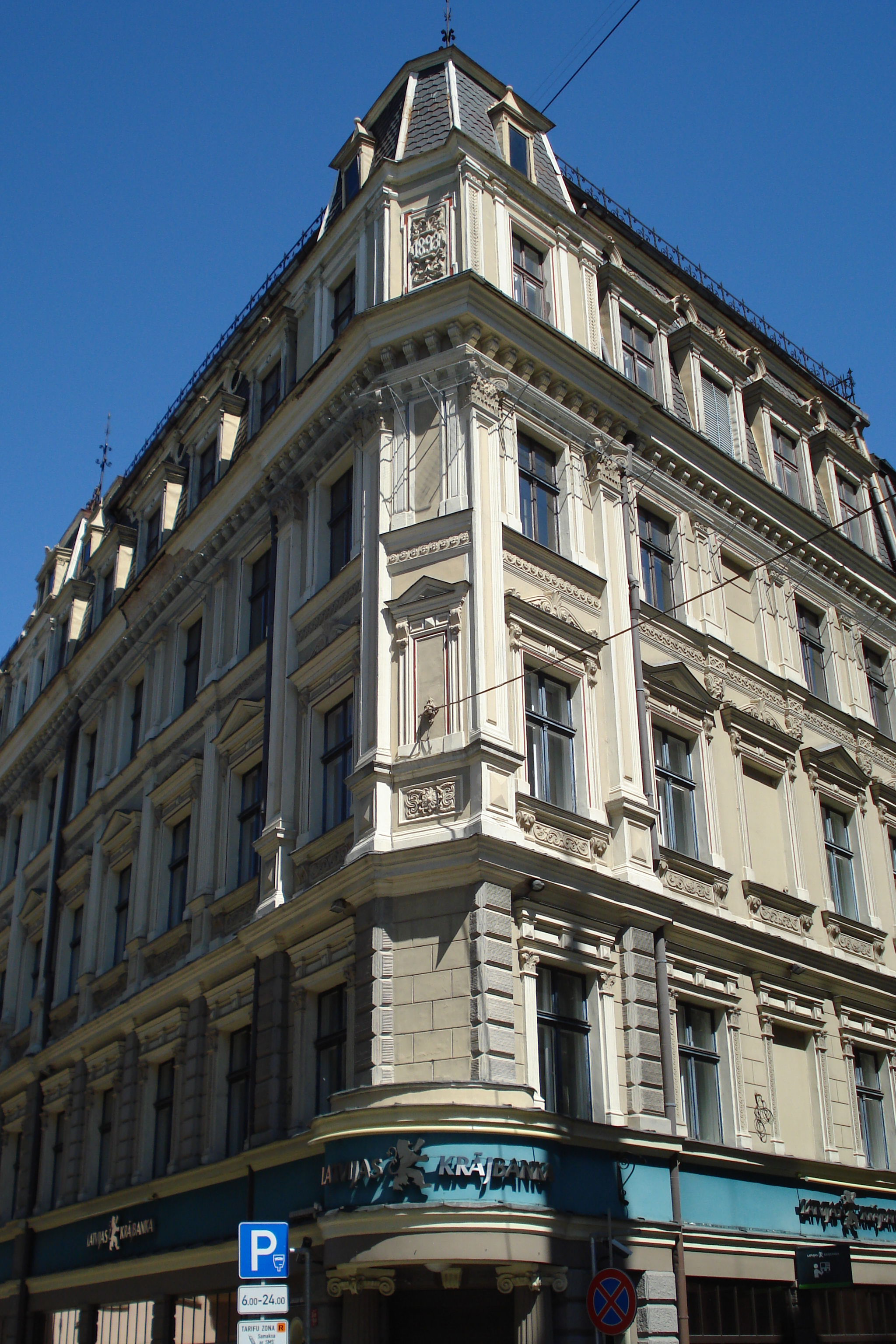
Латвийский банк (1883 год). Рига, улица Екаба